# Pollux (Schiff, 1943)
Die Pollux war ein Eisbrecher der deutschen Kriegsmarine im Zweiten Weltkrieg. Sie wurde im Februar 1945 durch Minentreffer in der Ostsee versenkt.

## Bau und technische Daten
Das Schiff wurde 1939 im Auftrag der Sowjetunion bei der Machinefabriek en Scheepswerf van P. Smit Jr. in Rotterdam auf Kiel gelegt. Beim Überfall auf die Niederlande, Belgien und Luxemburg im Mai 1940 fiel die Werft und damit auch das unfertige Schiff in deutsche Hand. Die Kriegsmarine, die bei den Schichau-Werken den Eisbrecher Castor in der Endausrüstung hatte und dort den Bau eines Schwesterschiffs namens Pollux geplant hatte, entschied sich stattdessen dazu, den bereits fortgeschrittenen Bau in Rotterdam zu übernehmen und weiterzuführen. Das Schiff wurde nach seiner vorläufigen Fertigstellung nach Kiel verlegt, wo es von der Deutsche Werke Kiel AG (DWK) vollendet wurde und seine Bewaffnung erhielt, ein Geschütz auf dem Bug und zwei Zwillingsflaks achtern. Die Pollux wurde am 18. Dezember 1943 in Dienst gestellt und erhielt ihre Registrierung als Eisbrecher vom Germanischen Lloyd am 10. Januar 1944. Sie war 78,45 m lang und 19,03 m breit und hatte 6,80 m Tiefgang und eine Wasserverdrängung von ca. 4500 t.

## Kriegsmarine
Die Pollux diente vor allem in der Ostsee als Eisbrecher, Schlepper und Geleitboot. Unter anderem war sie vom 30. März bis 2. April 1944 an der Verlegung des nicht fertig gebauten Schweren Kreuzers Seydlitz von Kiel nach Königsberg beteiligt. Zuletzt nahm sie 1945 auch an der Evakuierung deutscher Flüchtlinge aus Ostpreußen und Pommern teil. Dabei lief das Schiff am 8. Februar 1945 etwa 3,5 Seemeilen nordwestlich von Pillau, querab von der Siedlung Neuhäuser, auf eine wahrscheinlich von dem sowjetischen U-Boot L-3 am 2. Februar gelegte Mine und wurde von seiner Besatzung in relativ flachem Wasser auf Grund gesetzt. Ein am 9. Februar unternommener Bergungsversuch der Kriegsmarine scheiterte und das Schiff wurde aufgegeben.
Das Wrack wurde im Jahre 2009 vom Projekt WreckHunter (проект WreckHunter), Mitgliedern des Tauchclubs am „Museum des Weltozeans“ in Kaliningrad, gefunden und identifiziert. Es liegt auf ebenem Kiel in etwa 13 m Tiefe, mit Auswaschungen von bis zu 17 m Tiefe unter Bug und Heck, und die Aufbauten sind zerstört. Ein 18-minütiger Videofilm dazu wurde Anfang 2011 veröffentlicht.